# Nabokovia
Nabokovia là một chi bướm, được Arthus Francis Hemming đặt tên năm 1960 để vinh danh Vladimir Nabokov, một nhà văn Nga nhưng đã dành nhiều thời gian để nghiên cứu phân họ Polyommatinae trong họ Lycaenidae.

## Các loài
Chi này chứa các loài bướm sau:
- Nabokovia faga Dognin, 1895[2][3]

NCBI còn công nhận loài Nabokovia cuzquenha Bálint & Lamas, 1979.